# Petosse
Petosse – miejscowość i gmina we Francji, w regionie Kraj Loary, w departamencie Wandea.
Według danych na rok 1990 gminę zamieszkiwały 432 osoby, a gęstość zaludnienia wynosiła 27 osób/km² (wśród 1504 gmin Kraju Loary Petosse plasuje się na 883. miejscu pod względem liczby ludności, natomiast pod względem powierzchni na miejscu 735.).